# ニック・ラロッカ

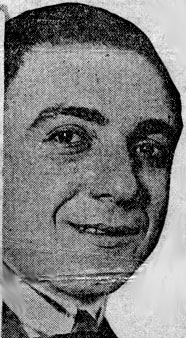
1917年の新聞から

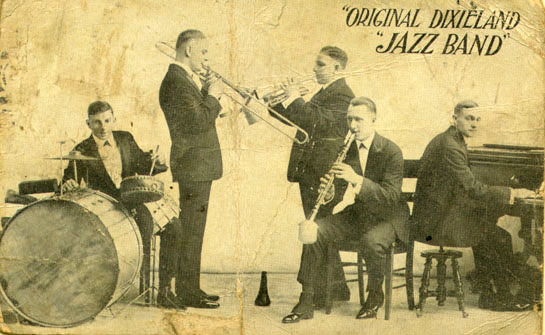
1918年のオリジナル・ディキシーランド・ジャズ・バンドの宣材。左から、トニー・スバルバロ（ドラム、別名トニー・スパーゴ）、エドウィン・"ダディ"・エドワーズ（トロンボーン）、ラロッカ（コルネット）、ローレンス・"ラリー"・シールズ（クラリネット）、ヘンリー・ラガス（ピアノ）

ニック・ラロッカ（Nick LaRocca、1889年4月11日 - 1961年2月22日）は、アメリカ合衆国のジャズ創成期のコルネット奏者・トランペッターでオリジナル・ディキシーランド・ジャズ・バンドのバンドリーダー。
彼は史上最も多く録音されたジャズのクラシック・ナンバーの一つである「タイガー・ラグ」の作曲家である。また、一般に初めて録音を残したジャズ・バンドと考えられているバンド、つまり1917年に最初のジャズのレコード「Livery Stable Blues」を録音してリリースしたバンドの一員を務めた。

## 成功まで
ルイジアナ州ニューオーリンズの貧乏なシチリア移民の息子として生まれる。父はサラパルータ村のジローラモ・ラロッカ、母はポジオレアーレ村のヴィタ・デ・ニーナ。父は立派な職業についてほしいと願ったが、幼いニックは街のブラスバンドに夢中で、ひそかにコルネットを独学で覚えた。はじめは電気技師として働き、演奏は副業だった。
1910年から1916年にかけては、パパ・ジャック・レインのバンドの構成員を務めた。レイン・バンドの演奏家たちの中でも名手であったり創造性があるメンバーであるとは考えられていなかったが、同じ日に続けていくつもギグに演奏参加することができ、また長いパレードを休むことなく演奏できる強力な唇によって、堅実なリードを演奏したことで高く評価された。
1916年、ジョニー・ステインのバンドに加入し、当時のあこがれの大都市シカゴで演奏することになる。このバンドがオリジナル・ディキシーランド・ジャズ・バンドとなり、1917年にニューヨークで歴史上初となる商業的ジャズ録音の数々を発表した。それらはヒットとなり、彼らは有名人になった。

## 成功の後
すぐにニューオーリンズの他のバンドが追いかけるようにニューヨークで演奏し始めたが、ラロッカは競争を嫌がった。トランペッターのフランク・クリスチャンは「ラロッカから200ドルと帰りの汽車の切符を渡されたよ」と回想している。ニューオーリンズ出身のアルサイド・ヌニェス、トム・ブラウン（トロンボーン）、ラグベイビー・スティーヴンス（ドラム）からなるバンドがこの戦いに勝つと、ラグベイビーのドラム・セットは何者かにより破壊された。
ラロッカはバンドを率いてイングランドやアメリカをツアーしていったが、1920年代初頭に神経衰弱となってニューオリンズに帰還。音楽をやめて、建設の請負業を始めた。
バンドには10代のトランペッター、ヘンリー・レヴァインが加入。レヴァインは後にNBCのラジオ番組『The Chamber Music Society of Lower Basin Street』のハウスバンドで活動した。
1936年、ラロッカは、後に成功を呼ぶこととなるツアーと録音のためにオリジナル・ディキシーランド・ジャズ・バンドを再結成した。ラロッカは「スウィング音楽の発明者は自分たちだ」と主張した。
彼らはニュース映画シリーズ『The March of Time』の1937年劇場公開作『Birth of Swing』で「タイガー・ラグ」を演奏した。
1937年に内輪もめでバンドはまたしても解散。ラロッカは引退し、1961年に故郷のニューオーリンズで亡くなった。

## 主な作品（バンド含む）
- 「タイガー・ラグ」 - "Tiger Rag" (作曲 : ニック・ラロッカ、エディ・エドワーズ、ヘンリー・ラガス、トニー・スバーバロ、ラリー・シールズ) ： 1917年作。1942年までに136回カバーされた。[要出典]

1930年にオーケー・レコードから、そして1934年にブランスウィック・レコードから78回転シングルを発表したルイ・アームストロングをはじめ、ベニー・グッドマンと彼のオーケストラ、フランク・シナトラ、デューク・エリントンと彼の有名なオーケストラ、エドワード・"キッド"・オリーと彼のクレオール・ジャズ・オーケストラ、ビックス・バイダーベック、ウルヴァリン・オーケストラ、エセル・ウォーターズ、ビリー・ホリデイ、シドニー・ベシェ、ボブ・クロスビーやボブ・キャッツ、ファッツ・ウォーラー、ジーン・クルーパ、フレッチャー・ヘンダーソン、ジェリー・ロール・モートン、エディ・コンドン、トミー・ドーシー、グレン・ミラーと彼のオーケストラ、バーニー・ケッセル、テディ・ウィルソン、ミルス・ブラザーズ、アート・テイタム（1932年）、レイ・ノーブル、ジョー・ジャクソン、ジャンゴ・ラインハルトとホット・クラブ・クインテット、ポール・ホワイトマン楽団、ジミー・ドーシーとスパイク・ヒューズ、レス・ポール&メアリー・フォード（1952年）、ビートルズ（1969年）、ジェフ・ベックなどがカバー。
- 「オストリッチ・ウォーク」 - "Ostrich Walk" (作曲 : エドワーズ、シールズ、ラガス、ラロッカ)
- 「トドゥリン・ブルース」 - "Toddlin' Blues" (作曲 : ラロッカ、シールズ)
- "Fidgety Feet (War Cloud)" (作曲 : ラロッカ、シールズ、ラガス)
- "At the Jazz Band Ball" (作曲 : ラロッカ、シールズ)

## ディスコグラフィ（オリジナル・ディキシーランド・ジャズ・バンド）

### オリジナル・シングル（1917年-1923年）

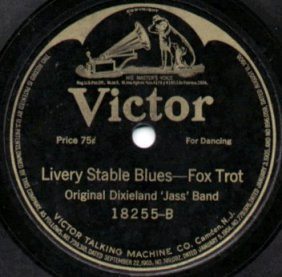
"Livery Stable Blues" 1917年
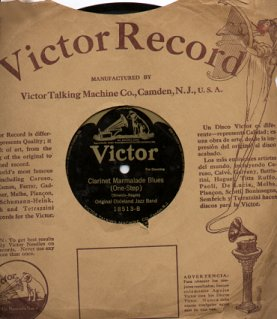
Clarinet Marmalade" 1918年、Victor 18513

- "Dixie Jass Band One-Step"/"Introducing That Teasin' Rag"/"Livery Stable Blues" (1917年、Victor 18255)
- "At the Jazz Band Ball"/"Barnyard Blues" (1917年、Aeolian Vocalion A1205)
- "Ostrich Walk"/"Tiger Rag" (1917年、Aeolian Vocalion A1206)
- "Reisenweber Rag/Look at 'Em Doing it Now" (1917年、Aeolian Vocalion 1242)
- "Darktown Strutters' Ball"/"(Back Home Again in) Indiana" (1917年、Columbia A2297)
- "At the Jazz Band Ball" (1918 version)/"Ostrich Walk" (1918 version) (1918年、Victor 18457)
- "Skeleton Jangle"/"Tiger Rag" (1918 version) (1918年、Victor 18472)
- "Bluin' the Blues"/"Sensation Rag" (1918年、Victor 18483)
- "Mournin' Blues"/"Clarinet Marmalade" (1918年、Victor 18513)
- "Fidgety Feet (War Cloud)"/"Lazy Daddy" (1918年、Victor 18564)
- "Lasses Candy"/"Satanic Blues" (1919年、Columbia 759)
- "Oriental Jazz" (or "Jass") (1919年、Aeolian Vocalion 12097)
- "At the Jazz Band Ball" (1919 version)/"Barnyard Blues" (1919 version) (1919年、Columbia 735) ※ロンドン録音
- "Soudan" (also known as "Oriental Jass" and "Oriental Jazz") (1920年、Columbia 829) ※ロンドン録音
- "Margie"/"Singin' the Blues"/"Palesteena" (1920年、Victor 18717)
- "Broadway Rose"/"Sweet Mama (Papa's Getting Mad)"/"Strut, Miss Lizzie" (1920年、Victor 18722)
- "Home Again Blues"/"Crazy Blues"/"It's Right Here For You (If You Don't Get It, Tain't No Fault O' Mine)" (1921年、Victor 18729)
- "Tell Me/Mammy O' Mine" (1921年、Columbia 804) ※ロンドン録音
- "I'm Forever Blowing Bubbles"/"My Baby's Arms" (1921年、Columbia 805)
- "I've Lost My Heart in Dixieland"/"I've Got My Captain Working for Me Now" (1921年、Columbia 815)
- "Sphinx/Alice Blue Gown" (1921年、Columbia 824)
- "Jazz Me Blues/St. Louis Blues" (1921年、Victor 18772)
- "Royal Garden Blues"/"Dangerous Blues" (1921年、Victor 18798)
- "Bow Wow Blues (My Mama Treats Me Like a Dog)" (1922年、Victor 18850)
- "Toddlin' Blues"/"Some of These Days" (1923年、Okeh 4738)

### 再結成後シングル（1935年-1946年）
- "You Stayed Away Too Long/Slipping Through My Fingers" (1935年、Vocalion 3099)
- "Original Dixieland One-Step/Barnyard Blues" ("Livery Stable Blues"のリブート) (1936年、Victor 25502)
- "Who Loves You?"/"Did You Mean It?" (1936年、Victor 25420)
- "Good-Night, Sweet Dreams, Good-Night"/"In My Little Red Book" (1938年、RCA Bluebird B-7444)
- "Tiger Rag" (1943 version) (1944年、V-Disc 214B1) ※with Eddie Edwards and Tony Sbarbaro
- "Sensation" (1943 version) (1944年、V-Disc 214B2) ※with Eddie Edwards and Tony Sbarbaro
- "Shake It and Break It"/"When You and I Were Young, Maggie" (1946年、Commodore C-613)

## 受賞
2006年、オリジナル・ディキシーランド・ジャズ・バンドによる1917年の録音「Darktown Strutters' Ball」(Shelton Brooks作曲)が、グラミーの殿堂入りを果たした。

## 参照
1. ↑  Tyler, Don (2007). “Tiger Rag”. Hit Songs, 1900-1955: American Popular Music of the Pre-Rock Era. McFarland. p. 183 Google books
2. ↑  Original Dixieland Jazz Band - Discogs（英語）
3. ↑  Synopsis Archived 2015年2月6日, at the Wayback Machine. (PDF), The March of Time Newsreels, HBO Archives

## 資料
- The ODJB on RedHotJazz Contains .ram files of their vintage recordings.
- Jimmy LaRocca's Original Dixieland Jazz Band
- Stewart, Jack. "The Original Dixieland Jazz Band's Place in the Development of Jazz." New Orleans International Music Colloquium, 2005.
- Lange, Horst H. Wie der Jazz begann: 1916-1923, von der "Original Dixieland Jazz Band" bis zu King Olivers "Creole Jazz Band". Berlin: Colloquium Verlag, 1991. ISBN 3-7678-0779-3
- Brunn, H.O. The Story of the Original Dixieland Jazz Band. Baton Rouge: Louisiana State University Press, 1960. Reprinted by Da Capo Press, 1977. ISBN 0-306-70892-2
- Mugno, Salvatore. Il biografo di Nick LaRocca. Come entrare nelle storie del jazz. Lecce, Italy: Besa Editrice, Nardò, 2005.